# Hrabstwo St. Clair (Michigan)
Hrabstwo St. Clair (ang. St. Clair County) – hrabstwo w stanie Michigan w Stanach Zjednoczonych. Obszar całkowity hrabstwa obejmuje powierzchnię 836,63 mil2 (2 166,87 km²). Według danych z 2010 r. hrabstwo miało 163 040 mieszkańców. Hrabstwo powstało 10 września 1820 roku, a jego nazwa pochodzi od leżącego częściowo na jego obszarze jeziora Saint Clair odkrytego przez René-Robert Cavelier de La Salle w dniu święta św. Klary.

## Sąsiednie hrabstwa
- Hrabstwo Sanilac (północ)
- Hrabstwo Ontario (Kanada) (wschód)
- Hrabstwo Macomb (południe)
- Hrabstwo Lapeer (zachód)

## Miasta
- Algonac
- Marine City
- Marysville
- Memphis
- Port Huron
- Richmond
- St. Clair
- Yale

## Wioski
- Capac
- Emmett
- Pearl Beach (CDP)